# Pyrolachnus macroconus
Pyrolachnus macroconus är en insektsart. Pyrolachnus macroconus ingår i släktet Pyrolachnus och familjen långrörsbladlöss. Inga underarter finns listade i Catalogue of Life.